# Dom przy Rynku 3 w Radomiu
Dom przy Rynku 3 w Radomiu – murowany dom z XVIII/XIX wieku przy Rynku w Radomiu.
Budynek położony jest w północnej pierzei Rynku pod numerem 3. Czas budowy obiektu to XVIII w. i połowa XIX wieku. Dom wpisany jest do gminnej ewidencji zabytków miasta Radomia. Obiekt stanowi własność prywatną. W latach 2008–2012 został wykonany gruntowny remont budynku, połączony z badaniami archeologicznymi. Obecnie w budynku mieści się hotel i restauracja „Nihil Novi”. Hotel obejmuje również sąsiednią kamienicą przy Rynku 2.

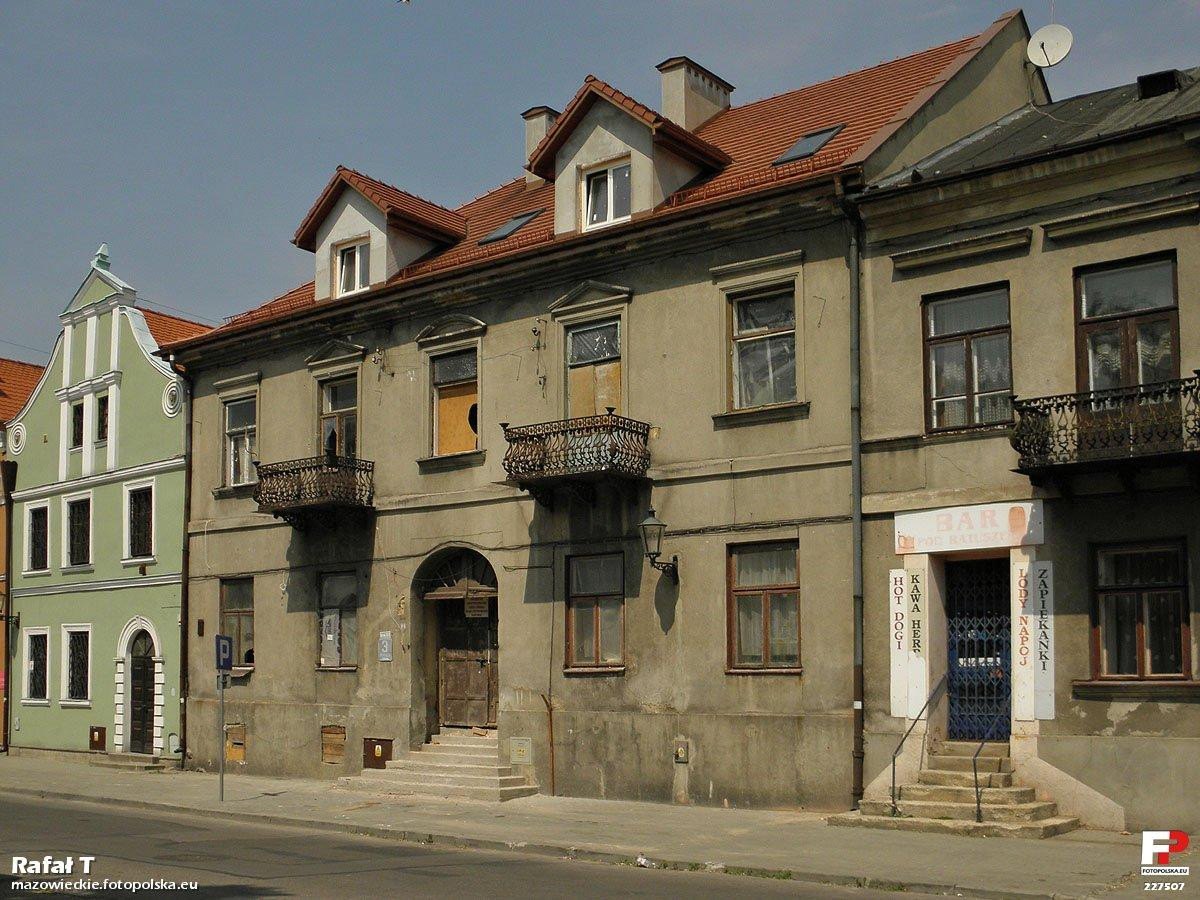
Stan budynku w 2011 w trakcie remontu